# Eduardo Vargas
Pour les articles homonymes, voir Vargas.
Eduardo Vargas, également connu comme Edu Vargas et surnommé Edu ou Edu V., né le 20 novembre 1989 à Santiago, est un footballeur international chilien qui joue aux postes d'ailier droit, gauche ou avant-centre au Nacional.
Il est international avec l'équipe du Chili depuis 2009.

## Biographie

### Les débuts au Chili
Il débute en tant que professionnel en 2006 avec le club de Cobreloa.

### Universidad de Chile
Le 6 janvier 2010, il s'engage avec la U pour 500 000 euros, il débute le 29 février face au Cobresal. En 2011, ce fut l'année révélatrice pour Vargas, dirigé par Jorge Sampaoli, il devient très vite un élément indiscutable au sein de l'effectif Azul, il devient meilleur buteur de la Copa Chile, meilleur joueur du championnat, meilleur attaquant du championnat, meilleur buteur et de la Copa Sudamericana, meilleur joueur de la Copa Sudamericana, ballon d'or du championnat et termine deuxième au titre du meilleur joueur sud américain derrière Messi Il attire alors l'attention de plusieurs clubs européen comme Manchester City, Chelsea, Arsenal Football Club, Valence FC, l'Inter Milan, SSC Naples et le Milan AC.

### Naples
En décembre 2011, il choisit de signer avec SSC Naples pour environ 13 millions d'euros. 

#### Prêt au Brésil
En janvier 2013, en manque de temps de jeu, le SSC Naples le prête au Grêmio jusqu'à la fin de la saison.

#### Prêt en Espagne
En janvier 2014, il est prêté au Valence CF jusqu'à la fin de la saison.

#### Prêt en Angleterre
Le 21 août 2014, Eduardo Vargas est prêté un an aux Queens Park Rangers. Le 19 octobre 2014, il marque un doublé face à Liverpool.

### TSG Hoffenheim
Le 24 août 2015, il s'engage pour quatre ans avec le TSG Hoffenheim contre 6 millions d'euros.

### Tigres UANL
Le 27 janvier 2017, il s'engage avec les Tigres UANL, après le départ de Andy Delort au Toulouse FC.

### Atlético Mineiro
Le 6 novembre 2020, il signe dans le club brésilien de l'Atlético Mineiro.

## Statistiques individuelles

### En club
| Club                       | Saison    | Championnat | Championnat | Continental | Continental | Coupes nationales | Coupes nationales | Total  | Total |
| Club                       | Saison    | Matchs      | Buts        | Matchs      | Buts        | Matchs            | Buts              | Matchs | Buts  |
| -------------------------- | --------- | ----------- | ----------- | ----------- | ----------- | ----------------- | ----------------- | ------ | ----- |
| Cobreloa                   | 2006–C    | 3           | 0           | -           | -           | -                 | -                 | 3      | 0     |
| Cobreloa                   | 2007–A    | 4           | 0           | -           | -           | -                 | -                 | 4      | 0     |
| Cobreloa                   | 2007–C    | 1           | 0           | -           | -           | -                 | -                 | 1      | 0     |
| Cobreloa                   | 2008–A    | 12          | 1           | -           | -           | -                 | -                 | 12     | 1     |
| Cobreloa                   | 2008–C    | 9           | 3           | -           | -           | -                 | -                 | 9      | 3     |
| Cobreloa                   | 2009–A    | 10          | 2           | -           | -           | -                 | -                 | 10     | 2     |
| Cobreloa                   | 2009–C    | 14          | 4           | 2           | 1           | -                 | -                 | 16     | 25    |
| Universidad de Chile       | 2010      | 18          | 1           | 10          | 2           | 0                 | 0                 | 28     | 31    |
| Universidad de Chile       | 2011–A    | 21          | 10          | -           | -           | -                 | -                 | 21     | 30    |
| Universidad de Chile       | 2011–C    | 15          | 7           | 12          | 11          | 2                 | 1                 | 29     | 29    |
| SSC Naples                 | 2011-2012 | 10          | 0           | 1           | 0           | 2                 | 0                 | 13     | 0     |
| SSC Naples                 | 2012-2013 | 9           | 0           | 6           | 3           | 0                 | 0                 | 15     | 3     |
| Grêmio (prêt)              | 2013      | 24          | 9           | 10          | 2           | 3                 | 0                 | 37     | 11    |
| Valence CF (prêt)          | 2013-2014 | 17          | 3           | 8           | 2           | 0                 | 0                 | 25     | 5     |
| Queens Park Rangers (prêt) | 2014-2015 | 21          | 4           | -           | -           | 1                 | 0                 | 22     | 4     |
| 1899 Hoffenheim            | 2015-2016 | 3           | 1           | -           | -           | 0                 | 0                 | 3      | 1     |
| Total                      | Total     | 189         | 43          | 49          | 21          | 8                 | 1                 | 246    | 67    |

### En sélection nationale
| Saison                | Sélection             | Phases finales                | Phases finales | Phases finales | Phases finales | Éliminatoires CDM | Éliminatoires CDM | Éliminatoires CDM | Matchs amicaux | Matchs amicaux | Matchs amicaux | Total | Total | Total |
| Saison                | Sélection             | Compétition                   | M              | B              | Pd             | M                 | B                 | Pd                | M              | B              | Pd             | M     | B     | Pd    |
| --------------------- | --------------------- | ----------------------------- | -------------- | -------------- | -------------- | ----------------- | ----------------- | ----------------- | -------------- | -------------- | -------------- | ----- | ----- | ----- |
| 2009-2010             | Chili                 | Coupe du monde 2010           | -              | -              | -              | -                 | -                 | -                 | 3              | 0              | 0              | 3     | 0     | 0     |
| 2010-2011             | Chili                 | Copa América 2011             | -              | -              | -              | -                 | -                 | -                 | 0              | 0              | 0              | 0     | 0     | 0     |
| 2011-2012             | Chili                 | -                             | -              | -              | -              | 5                 | 1                 | 0                 | 3              | 1              | 0              | 8     | 2     | 0     |
| 2012-2013             | Chili                 | -                             | -              | -              | -              | 6                 | 3                 | 1                 | 4              | 2              | 0              | 10    | 5     | 1     |
| 2013-2014             | Chili                 | Coupe du monde 2014           | 4              | 1              | 2              | 3                 | 1                 | 0                 | 6              | 6              | 0              | 13    | 8     | 2     |
| 2014-2015             | Chili                 | Copa América 2015             | 6              | 4              | 1              | -                 | -                 | -                 | 8              | 3              | 0              | 14    | 7     | 1     |
| 2015-2016             | Chili                 | Copa América Centenario       | 6              | 6              | 1              | 4                 | 3                 | 0                 | 2              | 0              | 0              | 12    | 9     | 1     |
| 2016-2017             | Chili                 | Coupe des confédérations 2017 | 5              | 1              | 1              | 8                 | 1                 | 0                 | 4              | 1              | 2              | 17    | 3     | 3     |
| 2017-2018             | Chili                 | -                             | -              | -              | -              | 4                 | 1                 | 0                 | 1              | 0              | 0              | 5     | 1     | 0     |
| 2018-2019             | Chili                 | Copa América 2019 4e          | 6              | 2              | 0              | -                 | -                 | -                 | 1              | 1              | 0              | 7     | 3     | 0     |
| 2019-2020             | Chili                 | -                             | -              | -              | -              | -                 | -                 | -                 | 2              | 0              | 0              | 2     | 0     | 0     |
| 2020-2021             | Chili                 | Copa América 2021             | 5              | 2              | 1              | 4                 | 0                 | 0                 | -              | -              | -              | 9     | 2     | 1     |
| 2021-2022             | Chili                 | -                             | -              | -              | -              | 6                 | 0                 | 0                 | -              | -              | -              | 6     | 0     | 0     |
| 2023-2024             | Chili                 | Copa América 2024             | 3              | 0              | 0              | -                 | -                 | -                 | 3              | 2              | 0              | 6     | 2     | 0     |
| 2024-2025             | Chili                 | -                             | -              | -              | -              | 7                 | 3                 | 1                 | -              | -              | -              | 7     | 3     | 1     |
| Total sur la carrière | Total sur la carrière | Total sur la carrière         | 35             | 16             | 6              | 47                | 13                | 2                 | 37             | 16             | 2              | 119   | 45    | 10    |

## Palmarès

### Universidad de Chile
- Championnat du Chili (2)
  - Vainqueur : 2011 (Clôture) et 2011 (Ouverture)
- Copa Sudamericana
  - Vainqueur : 2011

### Naples
- Coupe d'Italie
  - Vainqueur : 2012

### Atlético Mineiro
- Brasileirão :
  - Vainqueur en 2021

### Sélection nationale
- Copa América
  - Vainqueur : 2015, 2016
- China Cup
  - Vainqueur : 2017
- Finaliste de la Coupe des confédérations 2017

### Distinctions personnelles
- Universidad de Chile
  - Meilleur joueur de la Copa Sudamericana : 2011
  - Meilleur buteur de la Copa Sudamericana :(11 buts)
  - Meilleur joueur du championnat chilien : 2011
  - Attaquant de l'équipe idéale de l'Amérique : 2011
- Chili
  - Homme du match lors de la première victoire du Chili contre l'Espagne : Mondial 2014
  - Co-meilleur buteur de la Copa América 2015 (avec le Péruvien Guerrero, 4 buts chacun)
  - Membre de l'équipe type de la Copa America 2015
  - meilleur buteur de la Copa América 2016 (6 buts)
  - Meilleur joueur de la China Cup 2017